# Indokina (dokumentarfilm)
|  | Denne artikel er oprettet af botten Steenthbot ud fra en ekstern database. Den kan derfor have sproglige fejl eller mangler. Denne skabelon kan fjernes efter kontrol af indholdet. |

Indokina er en dansk dokumentarisk optagelse fra 1958.

## Handling
Cao Dai Templet i Tay Ninh i Vietnam.